# Ратное (Брянская область)
Ратное (Ратная) — деревня в Жирятинском районе Брянской области, в составе Воробейнского сельского поселения. 
 Расположена в 6 км к западу от села Савлуково, в 10 км к юго-западу от Жирятина. Население — 4 человека (2010).

## История
Упоминается с начала XVIII века; до 1781 года входила в Почепскую (1-ю) сотню Стародубского полка. С 1782 по 1918 гг. в Мглинском повете, уезде (с 1861 — в составе Кульневской волости); в 1918—1924 гг. — в Почепском уезде (Кульневская волость); в 1924—1929 гг. в Жирятинской волости Бежицкого уезда.
С 1929 года — в Жирятинском районе, а при его временном расформировании (1932—1939, 1957—1985 гг.) — в Почепском районе. С 1930-х гг. до 1965 года входила в Кульневский сельсовет.